# Holarrhena floribunda
Espèce
Synonymes
- Holarrhena africana A.DC.[1]
- Holarrhena floribunda var. tomentella H.Huber[1]
- Holarrhena ovata A.DC.[1]
- Holarrhena wulfsbergii Stapf[1]
- Rondeletia floribunda G.Don[1]

Holarrhena floribunda, dont le nom commun est « Holarrhène » ou « Holarrhène du Sénégal » en français , est une espèce d'arbre ou d'arbuste à latex de la famille des Apocynacées, que l’on retrouve du Sénégal au Cameroun, jusqu’à la République démocratique du Congo .

## Description
StatureHolarrhena floribunda est un arbuste ou un arbre dont la taille peut atteindre 25 mètres de haut.
Bois et écorceL'écorce est lisse chez les arbres jeunes, d’aspect liégeux chez les arbres adultes, de couleur gris pale à brun foncé.
FeuillesLes feuilles sont simples, opposées, ovales ou elliptiques, de 8-13 cm.
Fleurs et fruitsLes fleurs bisexuelles sont blanches et parfumées. Le fruit est composé de 2 follicules minces, de 30–60 cm de long, pendants, de couleur gris pâle à brun foncé, contenant de nombreuses graines. Ces graines font de 11–16 mm de long et sont garnies d’une touffe de poils denses.

## Usages
Usages avérés en pharmacopéeLes racines s'utilisent en cas de coliques, gonorrhée, constipation, infections urinaires et stérilité (antiabortif), dysenterie, amibiase, hypertension, dermatose, ascite. Les racines et les feuilles peuvent aider lors des accouchements. L’écorce sert contre l’amibiase, la dysenterie, les coliques, les vomissements et l’insomnie. Les feuilles sont utilisées contre la diarrhée et la gonorrhée.
Usages agricoles, pastoraux et vétérinairesLes feuilles sont utilisées comme galactagogue pour les bovins. L’arbre peut être employé en culture ornementale.
Usages domestiques, artisanaux et industrielsLe bois, facile à travailler, permet la confection d’ustensiles ménagers, de sièges, de sculptures, de cannes.

## Liste des variétés
Selon Tropicos (1 juillet 2020) (Attention liste brute contenant possiblement des synonymes) :
- variété Holarrhena floribunda var. floribunda
- variété Holarrhena floribunda var. tomentella H. Huber